# 流行性耳下腺炎

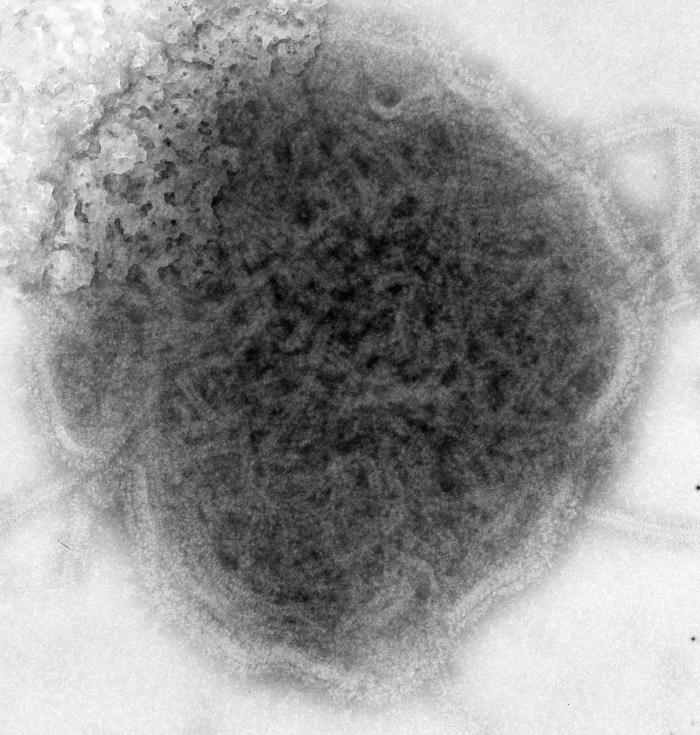
ムンプスウイルス

流行性耳下腺炎（りゅうこうせいじかせんえん、英: mumps）は、ムンプスウイルスの感染によって発生するウイルス性の感染症。一般にはおたふく風邪として知られる。英語でマムプスといわれる。1967年にワクチンが開発される以前は、小児の疾患として全世界で一般的であり、今日でも開発途上国では脅威となっている。
発生に季節性は無く、感染しても症状が出ない不顕感染の場合もある。しかし、一般的に成人が感染すると症状が重い場合が多い。日本では、ワクチン接種が任意となり接種率は約20%から30%とされている。このため初感染が高年齢となり、合併症を伴う成人ムンプスの増加が懸念されている。また、突発性難聴を示した患者の中には、抗ムンプスIgM抗体陽性者があり不顕感染でありながら突発性難聴を生じた可能性が示されている。

## 症状

### 主症状
耳下腺の腫れを主症状とする。両側の耳下腺が同時に腫れる場合が多いが、片側の耳下腺だけが腫れる場合、片方の耳下腺が腫れた後にもう一方の耳下腺が腫れてくる場合もある。顎下腺まで腫れる場合もある。
- 顔面の疼痛
  - 発症から12 - 24時間以内に唾液腺（耳下腺）の腫脹（60 - 70%で発生）。耳下腺の腫れは3 - 7日でゆっくり消失するが、約10日に及ぶ場合もある[5]。
- 発熱
  - 38 - 39℃の発熱が3 - 5日間。発熱を伴わない場合もある[5]。
- 頭痛
- 咽頭痛
- こめかみや顎の腫脹。但し、約30%の患者ではこの腫脹が認められないとする報告がある[1]。
- 膵炎

### 合併症
無菌性髄膜炎
10人に1人と合併症としては最多（40%が耳下腺の腫脹無しで発生）。基本的に後遺症はないが稀に髄膜脳炎を伴う（6,000人に1人程度）。
難聴（ムンプス難聴）
重篤な難治性難聴が後遺症として残ることがある。頻度は教科書的には希もしくは1万5000人に1人程度とされていることが多いが、2004年の報告では高頻度としており、184 - 533人に1人とする調査結果もある。国立感染症研究所は、2001年の1年間の全国のムンプス難聴受療患者数は 650人と推計している。
2018年5月に発表された日本の疫学調査では、おたふくかぜにかかった人の282人に1人が合併症で難聴になっており、これまでの報告よりもはるかに高い確率であることが示された。
睾丸の痛み、拡大
思春期以降に感染した男性の約20%で、精巣炎・副精巣炎。両方の精巣が侵されることは少ないため、不妊症になることもあるが、頻度は高くない。
陰嚢腫脹

## 原因
原因はパラミクソウイルス科のムンプスウイルスで、飛沫感染、ならびに接触感染により感染する。2歳から12歳の子供への感染が一般的であるが、他の年齢でも感染することもある。通常耳下腺が関わるが、上記年齢層よりも年上の人間が感染した場合、耳下腺、睾丸、卵巣、中枢神経系、膵臓、前立腺、胸等、他の器官も関わることがある。場合によっては、治った後も生殖機能に後遺症が残る。
潜伏期間は12-25日、通常は16-18日である。

## 診断
身体検査で唾液腺の腫脹を確認する。通常この病気は臨床の根拠で診断され、試験室での確定検査は必要ないが、一般的には血清学的診断を行う。RT‐PCR 法でウイルス遺伝子を検出すれば、ワクチン株と野生株の鑑別ができる。
類似の耳下腺炎症状を呈する他感染症は、パラインフルエンザウイルス、コクサッキーウイルスなどによるもので、軽度の痛みの耳下腺腫脹を繰り返し、1 - 2週間で自然に軽快する。『流行性耳下腺炎に何度もかかる』という場合、疑う必要がある（#免疫）。

## 治療
流行性耳下腺炎の特異的治療法は存在しない。首やほかの腫脹箇所を冷やしたり暖めたりする対症療法で症状が軽減される場合もある。また、アセトアミノフェンやイブプロフェンを鎮痛のために経口投与する（ライ症候群発症の可能性のため、アスピリンをウイルス性疾患を持つ子供には投与しない）。
また、暖かい塩水のうがい薬、柔らかい食物、および特別な流動食は、兆候を軽減するかもしれない。発熱による脱水症状を軽減するため水分の摂取を行う。酸味のある果実ジュースは、飲み込む際に耳下腺の痛みを感じさせる場合がある。膵炎により強い吐き気や嘔吐が生じた場合は輸液を行う。

## 予防

### ワクチン接種
幼児期の予防接種が欠かせない全世界105カ国（2004年時点）では、MMRワクチン（麻しん・おたふくかぜ・風しんの混合ワクチン）として定期接種を行っているが、日本では1981年より国産おたふくかぜワクチンが任意の予防接種として使用されていて、MMRワクチン接種の行われた1988年から1993年迄の約5年間を除き、任意接種として単独接種が行われており、一部の自治体では公費助成が行われている。2015年度感染症流行予測調査では、成人の約70～85％が接種歴不明者となっている。国立感染症研究所は、「水ぼうそうやおたふくかぜなどは、大人になってからかかると、重症になることが知られているため、予防接種を受けたことがなく、またかかったこともないのであれば、予防接種を受けておかれると良い」としている。
おたふくかぜワクチンの抗体陽転率は、90 - 98%と他のワクチンと比べて低いが、流行時の有効率は星野株で約90%とされている。ワクチン接種後のおたふくかぜ罹患の多くは、二次性ワクチン不全と考えられており、MMRワクチンを接種する国家では2回接種により、二次性ワクチン不全を防いでいる。

### 予防効果
ワクチンの2回接種率が高い米国で、2006年1月から年末までに、18 - 24歳の大学生を中心に計6,584人が発症、85人が入院、死亡0人と言う20年ぶりの流行が発生した。疫学的な調査の結果、ワクチン2回接種でも予防効果は不十分である事が示唆された。レポートによれば、18 - 24歳で1,020人中858人（84%）が2回接種を受けていたが発症している。詳細はNEJM誌2008年4月10日号に掲載されている。

## 予後
予後は一般的によい。耳下腺の腫脹がなくなれば感染力はなくなる。高度感音性難聴になることがあるが、頻度は1万分の1から数百分の1と、文献により異なる。男性が不妊症になることもある。

## 疫学

### 免疫
流行性耳下腺炎はムンプスウイルス感染症であり、基本的に一度かかると免疫ができる。繰り返しているようにみえても、実際には耳下腺炎をおこす他のウイルスや細菌が原因の別の感染症の場合がある。また未だ原因ははっきりしてないが数週間から数年おきに耳下腺の腫脹を繰り返す反復性耳下腺炎の場合もある。
以上のように一般に、ワクチン接種や一度野生株に自然感染すると一生有効な免疫を獲得するとされている。しかし、再感染例も報告されている。抗体価の減少による再感染の理由として、かつては周期的な小流行に伴う刺激により抗体価が維持されてきたが、流行による刺激が無くなり徐々に抗体価が下がってきたのではないかと考える専門家もいる。

### 日本
日本において、流行性耳下腺炎の予防接種は任意接種である。
また、学校保健安全法上の学校感染症に指定されており、感染時は出席停止などの処置が執られる。5類感染症定点把握疾患指定。

### イタリア
イタリアでは、新三種混合ワクチンと自閉症の関連性に関する噂が根強く残り、予防接種を受ける子供が減ったため、2017年より6歳までの子供への接種が義務化された。